# Joós Péter
Joós Péter (1908–1969) kétszeres magyar bajnok labdarúgó, hátvéd.

## Pályafutása
A Somogy FC csapatában mutatkozott be az élvonalban. 1934 és 1940 között az Újpest együttesében szerepelt és két bajnoki címet szerzett a csapattal. Az 1936–37-es és az 1937–38-as idényben volt stabil kezdőjátékos. 1941-ben leigazolta a MÁVAG.

## Sikerei, díjai
- Magyar bajnokság
  - bajnok: 1934–35, 1938–39
  - 2.: 1935–36, 1937–38
  - 3.: 1936–37, 1939–40